# 第十三代阿倫德爾伯爵菲利普·霍華德
菲利普·霍華德（英語：Philip Howard, 13th Earl of Arundel；1557年6月28日—1595年10月19日），第十三代阿倫德爾伯爵，諾福克公爵托馬斯·霍華德的長子。1580年繼承外祖父第十二代阿倫德爾伯爵亨利·菲茨艾倫的伯爵爵位。

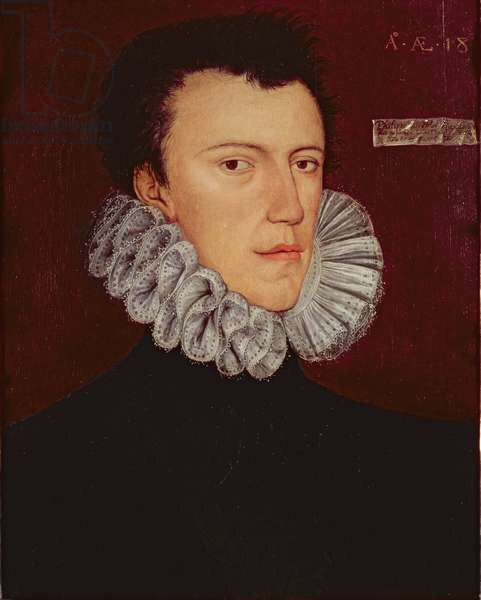
阿倫德爾伯爵菲利普·霍華德

他的父親諾福克公爵托馬斯·霍華德因策劃推翻英格蘭女王伊麗莎白一世的天主教陰謀被處死；他本人同樣因參與耶穌會密謀被關進倫敦塔，直到1595年死於痢疾。1970年他被教宗保祿六世封聖。他的兒子是第十四代阿倫德爾伯爵托馬斯·霍華德。
1. ↑  .   [4 April 2013]. （原始内容存档于27 December 2008）.